# Kathputli
 (avril 2022).
Si vous disposez d'ouvrages ou d'articles de référence ou si vous connaissez des sites web de qualité traitant du thème abordé ici, merci de compléter l'article en donnant les références utiles à sa vérifiabilité et en les liant à la section « Notes et références ».

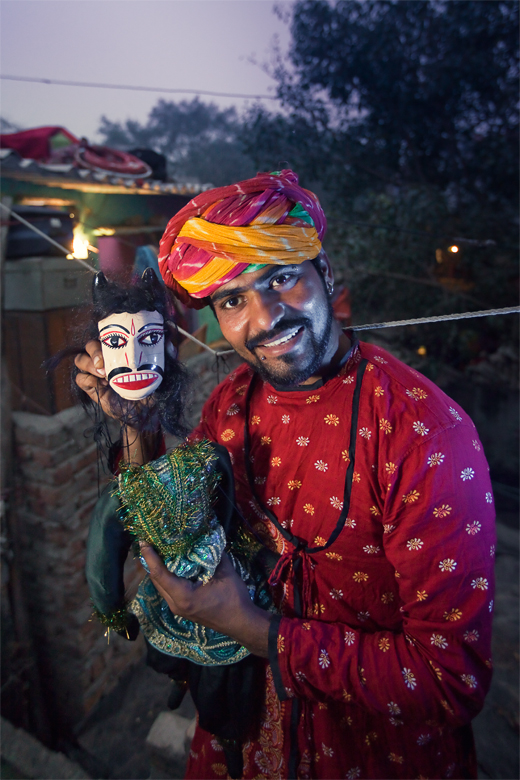
Karan Bhatt, marionnettiste du bidonville de Kathputli Colony.

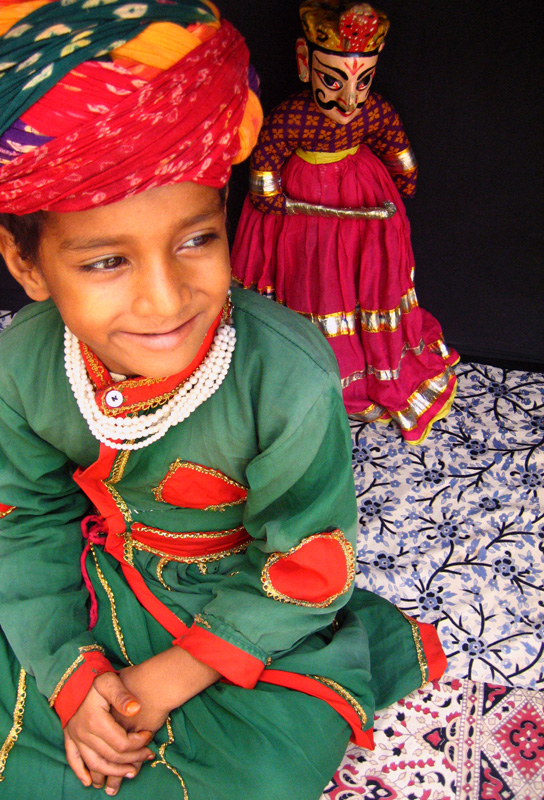
Marionnettiste et sa marionnette

Le kathputli est une forme théâtrale originaire du Rajasthan mettant en scène des marionnettes à fils manipulées par une communauté Bhatt, les Nat Bhatt. Il signifie "poupée de bois dansante", et serait à l'origine un divertissement princier, transmis de génération en génération dans le cercle familial. 
Il donne aujourd'hui son nom à un bidonville de la périphérie de Delhi, la Kathputli Colony, habité par des marionnettistes, des magiciens et des dresseurs d'animaux, pour la plupart émigrés du Rajasthan. 
Le sutradhar est le marionnettiste principal. Le bhagavat qui déclame l'histoire à travers un tuyau de bambou muni d'une anche lui donnant une voix nasillarde, l'accompagne aussi à l'harmonium, aux percussions. Le dholak ou le punji sont les autres instruments utilisés. 

## Historique
Dans les années 1960, des marionnettistes tziganes provenant du Rajasthan se sont installés  dans la ville de Delhi en plantant des tentes sur un terrain abandonné. En quelques années, va naître la Kathputli Colony, la plus importante  communauté d'artistes tziganes d'Inde. En 2015, selon les estimations, environ 2 800 familles y vivent. 
La perspective des jeux du Commonwealth de 2010 à Delhi a entraîné des plans de rénovation urbaine autour de la ville. 
Le gouvernement, propriétaire des terrains de la Kathputli Colony, les a vendus à un promoteur immobilier  Raheja Developers. 
Un accord a été signé entre un organisme gouvernemental, le DDA, Delhi Development Agency (Agence de développement de Delhi) et Raheja Developers pour démolir les maisons de la Kathputli Colony et les remplacer par des immeubles d'appartements de 15 étages. Raheja a payé 600 000 £ à DDA pour obtenir l'autorisation d'intervenir. 
Le plan prévoyait de loger la communauté dans un camp de transit confortable à 3 km de ses anciennes maisons pour pouvoir réaliser le projet de rénovation urbaine (£40m). Chaque famille devrait recevoir plus tard  un des 2 800 appartements construits à leur attention sur 60 % du site rénové d'une superficie de 48 000 m2, les autres immeubles étant prévus pour des appartements de luxe et pour un magasin. 
La Kathputli Colony n'a pas été consultée dans le cadre de cet accord. La communauté a refusé  d'obéir aux ordres lui demandant de se déplacer dans un camp de transit alors que ses maisons étaient démolies. Les résidents soulignent l'absence de pertinence du projet. Le nombre important de marionnettes à transporter, les entraînements des acrobates irréalisables en appartement, le poids des tambours à déplacer qui pèsent plus de 80 kg sont incompatibles  avec une vie dans un immeuble de 15 étages. 
Les résidents de la Kathputli Colony ont proposé un plan architectural élaboré respectant leur vie communautaire et artistique avec notamment des immeubles d'un maximum de quatre étages. Ils demandent  aussi une confirmation écrite de la garantie du relogement de chaque famille de la Kathputli Colony. 
Il était prévu de trouver une solution avant la fin de l'année 2015. 
Comme le souligne le journaliste  du Guardian, Kathputli illustre la confrontation entre des traditions culturelles locales et la prédation du capitalisme mondial. 
Dilip Bhat, issu de la Kathputli Colony, 62 ans[Quand ?], chanteur renommé, sculpteur et  musicien, affirme que la communauté ne se laissera pas intimider. "Nous combattrons les bulldozers. Nous ne voulons pas quitter cette terre et nous voulons construire nos propres maisons. C'est tout.",.

## Inspiration littéraire
Salman Rushdie s'est inspiré de la Kathputli Colony  pour évoquer le quartier des magiciens  dans son livre intitulé "Les Enfants de minuit".    

## Documentaire
- "My Gypsy Colony" de Stéphane Subiela et Martine Palmer - Documentaire sur la Kathputli Colony - France - 2014 - 65 min